# Schlettau
Schlettau je grad u okrugu Erzgebirgskreis, u Slobodnoj državi Saskoj, Njemačka. Nalazi se na Rudnoj gori, 5 km jugozapadno od Annaberg-Buchholza i 12 km istočno od Schwarzenberga.

## Gradovi partneri
- Místo, Češka

## Vanjske poveznice
|  | Zajednički poslužitelj ima još gradiva o temi Schlettau |

- Službene stranice